# بوب بويكن
بوب بويكن (بالإنجليزية: Bob Boykin)‏ هو ملحن ومنتج أسطوانات أمريكي، ولد في 24 سبتمبر 1952 في الولايات المتحدة.

## وصلات خارجية
- الموقع الرسمي
- بوب بويكن على موقع IMDb (الإنجليزية)